# Puto lamottei
Puto lamottei är en insektsart som beskrevs av Matile-ferrero 1985. Puto lamottei ingår i släktet Puto och familjen ullsköldlöss.
Artens utbredningsområde är Venezuela. Inga underarter finns listade i Catalogue of Life.